# تام هالند
تامس استنلی هالند (انگلیسی: Thomas Stanley Holland؛ زادهٔ ۱ ژوئن ۱۹۹۶) بازیگر انگلیسی است. افتخارات او شامل یک جایزهٔ فیلم بفتا و سه جایزهٔ ساترن می‌شود. نام او در فهرست ۳۰ شخص زیر ۳۰ سال اروپا فوربز در سال ۲۰۱۹ قرار گرفت. تعدادی از نشریات او را یکی از محبوب‌ترین بازیگران نسل خود نامیده‌اند.
فعالیت حرفه‌ای هالند در ۹ سالگی که به عضویت کلاس رقص درآمد، آغاز شد و در آن‌جا از سوی یک طراح رقص مورد توجه قرار گرفت و او را برای تست بازیگری در نمایش بیلی الیوت موزیکال واقع در تئاتر ویکتوریا پالاس لندن تدارک دید. پس از دو سال تمرین، او در سال ۲۰۰۸ نقشی مکمل از این نمایش را به دست آورد و در همان سال به نقش اصلی ارتقا یافت که تا سال ۲۰۱۰ با این نقش به روی صحنه رفت. آغاز به کار سینمایی هالند مربوط به درام فاجعه‌ای غیرممکن (۲۰۱۲) بود که در آن نقش گردشگر نوجوانی که در سونامی گرفتار شده را ایفا کرد و برای آن مورد توجه منتقدان قرار گرفت. هالند پس از این تصمیم گرفت که بازیگری را به‌عنوان حرفه‌ای تمام‌وقت دنبال کند. او در حالا چطور زندگی می‌کنم (۲۰۱۳) حضور یافت و نقش چهره‌های تاریخی را در فیلم در دل دریا (۲۰۱۵) و مینی‌سریال تالار گرگ (۲۰۱۵) ایفا کرد.
هالند با بازی در نقش مرد عنکبوتی / پیتر پارکر در شش فیلم ابرقهرمانی دنیای سینمایی مارول که از کاپیتان آمریکا: جنگ داخلی (۲۰۱۶) آغاز شد، به شهرت بین‌المللی دست یافت. او سال بعد جایزهٔ ستارهٔ نوظهور بفتا را کسب کرد و با مرد عنکبوتی: بازگشت به خانه، جوان‌ترین بازیگری شد که نقش اول فیلمی از دنیای سینمایی مارول را ایفا کرد. دنباله‌های آن، تحت عنوان فرعی دور از خانه (۲۰۱۹) و راهی به خانه نیست (۲۰۲۱) هر یک بیش از یک میلیارد در جهان فروش داشتند و دومی پرفروش‌ترین فیلم سال شد. او نقش سینمایی اکشن دیگری در آنچارتد (۲۰۲۲) داشت و نقش‌های متفاوت‌تری در درام‌های جنایی شیطان تمام‌وقت (۲۰۲۰) و چری (۲۰۲۱) ایفا کرد. او همچنین فیلم کوتاه توئیت (۲۰۱۵) را کارگردانی کرد و صداپیشهٔ چند انیمیشن کامپیوتری شامل به پیش (۲۰۲۰) بوده‌است.

## زندگی و حرفه

### ۱۹۹۶–۲۰۰۵: اوایل زندگی و تحصیلات
توماس استنلی هالند یا به اختصار تام هالند در ۱ ژوئن ۱۹۹۶ در کینگستون لندن در خانواده‌ای هنرمند به دنیا آمد. مادرش نیکول الیزابت عکاس برنده جایزه و پدرش دومینیک هالند نویسنده و کمدین انگلیسی است. او فرزند ارشد خانواده شش نفره هالندها است و سه برادر کوچک‌تر از خودش دارد: دوقلوهایی به نام هری هالند و سام هالند (زادهٔ سال ۱۹۹۹) و برادر دیگرش پاتریک «پدی» هالند (زادهٔ سال ۲۰۰۴) است. او از جانب پدرش اصالتی ایرلندی دارد. پدربزرگ پدری‌اش، جان چارلز آنتونی اهل جزیرهٔ من و مادربزرگ پدری‌اش، ترزا کوئیگلی، اهل ایرلند بود. از سمت مادری هم نوهٔ رابرت والتر فراست و کریستینا وینفرد بری است.
پدرش از مارس ۲۰۱۱ تا دسامبر ۲۰۱۲ در وبلاگ ایکلیپسد به نویسندگی پرداخته و داستان کمدینی را نشان می‌دهد که به دلیل استعداد پسرش دیگر به چشم نمی‌آید. در این وبلاگ به جزئیات زندگی گذشته و زندگی حرفه‌ای امروز تام هالند پرداخته شده‌است. تام در مدرسه ابتدایی کاتولیک دووهد در ناحیه جنوب غربی لندن درس خوانده‌است. او در سال ۲۰۱۲ از کالج ویمبلدون فارغ‌التحصیل شد و پس از اتمام کالج در مدرسه هنرهای نمایشی و فناوری بریت ثبت نام کرد و به تحصیل تکنولوژی و هنرهای نمایشی پرداخت. او در طی تئاتر بیلی الیوت، ژیمناستیک آموخت. هالند در نوجوانی، برای مدتی از بازیگری دور ماند و در کلاس‌های نجاری در کاردیف شرکت کرد.

### ۲۰۰۶–۲۰۱۴: نمایش موزیکال بیلی الیوت و پیشرفت در فیلم
هالند رقص هیپ‌هاپ خود را با عضویت در گروه رقص هیپ‌هاپ در کلاس‌های رقص نیفتی‌فیت در ویمبلدان آغاز کرد. استعدادش در زمینهٔ رقص سال ۲۰۰۶ و با شرکت در جشنوارهٔ رقص ریچموند توسط رقصندهٔ مشهور و طراح نمایش موزیکال بیلی الیوت، لین پیچ، کشف شد و پس از آن به پیتر دارلینگ معرفی شد.
تام هالند فعالیت هنری خود را با بازی در تئاتر آغاز کرد، در ۲۸ ژوئن سال ۲۰۰۸ پس از ۸ بار تست رقص و ۲ سال آموزش توانست در نمایش موزیکال «بیلی الیوت» در وست اند به عنوان نقش فرعی مایکل، بهترین دوست بیلی ظاهر شود. مدت کوتاهی بعد در همین نمایش به عنوان نقش اصلی به ایفای نقش پرداخت که بازخوردهای مثبتی از سوی تماشاگران و منتقدان داشت و نظرات زیادی را به سوی خود جلب کرد. طی دو سال بعد نیز با بازیگران مختلف و مشهور این نمایش را اجرا کرد. در ۸ مارس ۲۰۱۰، به مناسبت پنجمین سالگرد بیلی الیوت، چهار بازیگر نقش اصلی بیلی الیوت از جمله هالند، برای دیدار با نخست‌وزیر، گوردون براون به شماره ۱۰ خیابان داونینگ دعوت شدند و هالند نیز به عنوان رهبر گروه انتخاب شد. سرانجام در ۲۹ مه ۲۰۱۰ هالند بازی در تئاتر را ترک کرد و تصمیم به بازی در عرصه سینما گرفت.

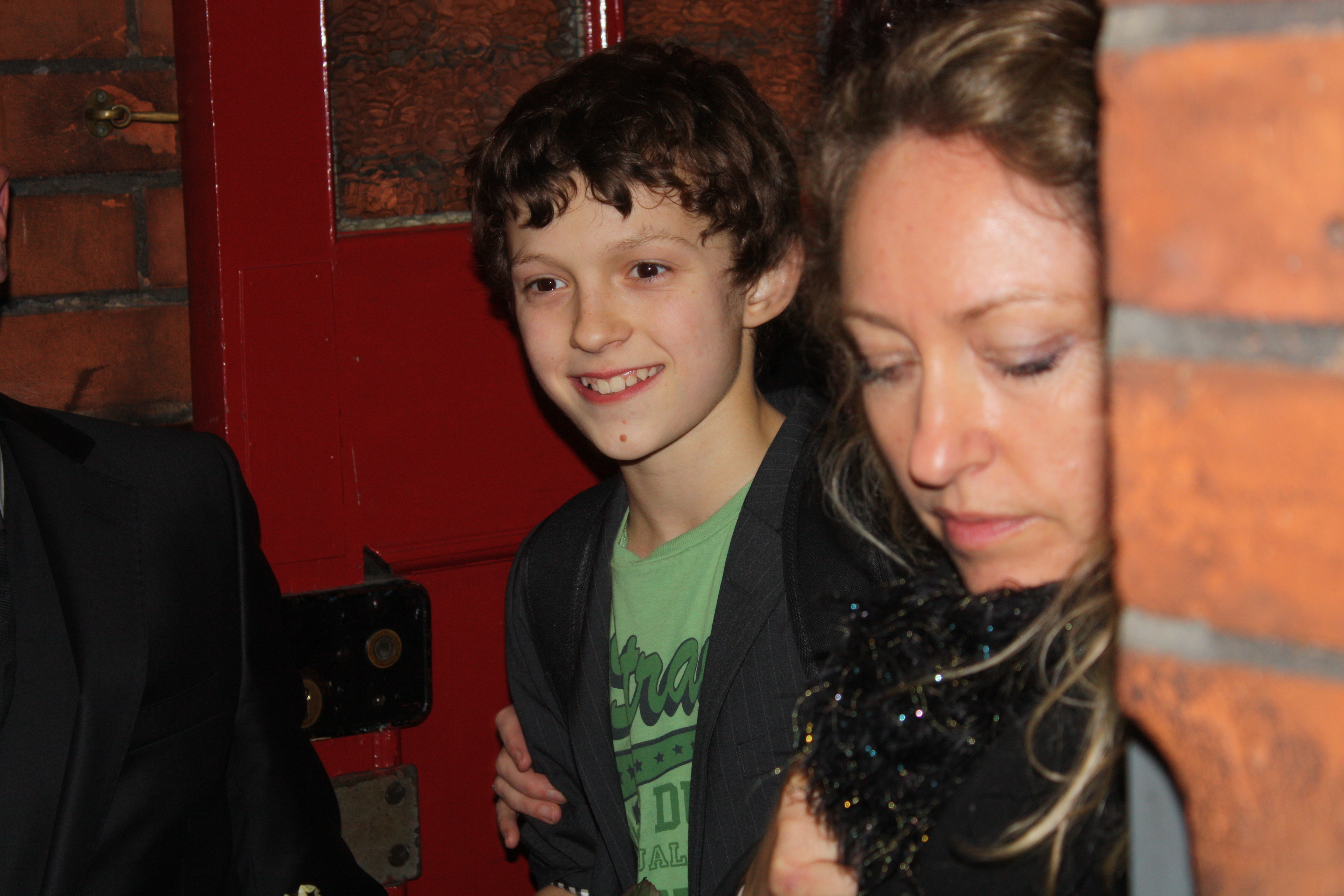
هالند در سال ۲۰۱۰

او در سال ۲۰۱۱ به جمع بازیگران نسخهٔ بریتانیایی فیلم پویانمایی آریتی پیوست. این انیمیشن توسط یک شرکت ژاپنی تولید شده‌است، هالند در این انیمیشن صداگذاری یکی از شخصیت‌های کلیدی داستان به نام «شو» را بر عهده داشت.
تام هالند برای نخستین‌بار در سال ۲۰۱۲ در فیلم غیرممکن به صورت جدی وارد سینما شد، او در این فیلم در کنار بازیگران مطرح سینمایی همانند نائومی واتس و اوان مک‌گرگور حضور یافت؛ فیلمی که با ستایش منتقدان همراه بود و در گیشه نیز با موفقیت قابل توجهی رو به رو شد. این فیلم به سرگذشت مشقت بار یک خانوادهٔ بازماندهٔ اسپانیایی در جریان سونامی سال ۲۰۰۴ می‌پردازد که پس از وقوع حادثه سعی می‌کنند یکدیگر را پیدا کنند. هالند پس از ایفای نقش در این فیلم توانست موفقیت بسیار زیادی کسب کند و مورد تحسین قرار بگیرد. به حدی که انتظار می‌رفت او یکی از دریافت‌کننده‌های جایزهٔ اسکار آن سال خواهد بود. هالند در ۱۶ سالگی برای این فیلم موفق به دریافت ده جایزه از سوی منتقدان از جمله جایزهٔ هیئت ملی بازبینی فیلم برای بهترین بازیگر تازه‌کار و همچنین جایزهٔ حلقه منتقدان فیلم لندن برای بهترین بازیگر جوان بریتانیایی سال شد.
پس از موفقیت او در فیلم غیرممکن، هالند در سال ۲۰۱۳ موفق شد به عنوان بازیگر نقش مکمل مرد، در فیلم ملودرام حالا چطور زندگی کنم در نقش آیزاک به ایفای نقش بپردازد، هالند در این فیلم، با سورشا رونان همبازی بود. دیگر پروژه هالند برای سال ۲۰۱۴ فیلم لاک بود، این فیلم دومین فیلم هالند در مقام صداپیشگی است. او در این فیلم با بازیگر مطرح سینمای هالیوود، تام هاردی، همبازی بود و در نقش صداپیشه بازی خوبی را از خود به نمایش گذاشت.

### ۲۰۱۵-اکنون: شهرت جهانی و جهان سینمایی مارول
هالند در سال ۲۰۱۵ با بازی در چهار قسمت از مینی‌سریال تاریخی و تحسین‌شده تالار گرگ در نقش «گرگوری کرومول» قدم به عرصهٔ تلویزیون گذاشت. وی همچنین در فیلم در دل دریا به کارگردانی ران هاوارد در نقش جوانی توماس نیکرسون، دریانورد آمریکایی، ظاهر شد.
در ۲۳ ژوئن سال ۲۰۱۵ بود که اعلام شد هالند برای ایفای نقش پیتر پارکر/مرد عنکبوتی انتخاب شده‌است، اتفاقی که موفقیت و محبوبیت زیادی برای او به دنبال داشت. او برای این نقش بازیگرانی مانند ایسا باترفیلد و تیموتی شالامی را در تست بازیگری شکست داد، سرانجام در سال ۲۰۱۶ و در ۱۹ سالگی او در فیلم کاپیتان آمریکا: جنگ داخلی برای نخستین بار در این نقش ظاهر شد، او اولین بازیگر غیرآمریکایی است که ایفاگر نقش پیتر پارکر بوده‌است، این فیلم یک موفقیت تجاری مهم محسوب شد و با فروشی بیش از ۱ میلیارد دلار، تبدیل به پرفروش‌ترین فیلم سال ۲۰۱۶ شد و بازی هالند با تحسین منتقدان همراه بود.
در سال ۲۰۱۷، هالند در فیلم شهر گمشده زد به کارگردانی جیمز گری با چارلی هونام همبازی شد این فیلم نیز با تحسین منتقدان همراه بود و جزو ۱۰ فیلم برتر سال ۲۰۱۷ به انتخاب مجله تایم شد. همچنین هالند حضور کوتاهی در فیلم هیولایی فرامی‌خواند داشت، صداپیشگی شخصیت او توسط لیام نیسون انجام شد. دیگر پروژه او برای سال ۲۰۱۷ جنگ جریان با بازی بندیکت کامبربچ در نقش اصلی بود، این فیلم در جشنواره بین‌المللی فیلم تورنتو به نمایش درآمد، بررسی‌های اولیه دربارهٔ این فیلم با واکنش‌های متفاوتی از سوی منتقدان همراه بود با این حال از بازی هالند در این فیلم استقبال کردند. در سال ۲۰۱۷، هالند در فیلم مرد عنکبوتی: بازگشت به خانه برای بار دوم در نقش پیتر پارکر/مرد عنکبوتی ظاهر شد. این فیلم با نقدهای مثبتی از سوی منتقدان روبرو شد و بازی تام هالند نیز مورد تحسین منتقدان قرار گرفت و آن را ستاره‌ای نوظهور خواندند. همچنین این فیلم موفقیت خوبی در گیشه داشت و در سراسر جهان بیش از ۸۰۰ میلیون دلار فروش داشت. بازی در این فیلم، باعث شد تا هالند به عنوان جوان‌ترین بازیگر نقش اول مرد در جهان سینمایی مارول، نام خود را در رکوردهای جهانی گینس ثبت کند.
هالند در سال‌های ۲۰۱۸ و ۲۰۱۹ به ترتیب در فیلم‌های پرفروشی نظیر انتقام‌جویان: جنگ ابدیت و انتقام‌جویان: پایان بازی نیز ایفاگر این نقش بود. در سال ۲۰۱۸ بازی در فیلم ۱۹۱۷ به او پیشنهاد شد اما به علت مشکلات برنامه‌ریزی او و بازی در فیلم‌برداری مجداً آشوب مدام او این پیشنهاد را رد کرد. هالند در سال ۲۰۱۹ برای بار پنجم نقش خود را در فیلم مرد عنکبوتی: دور از خانه تکرار کرد. این فیلم نیز مانند فیلم قبلی نقدهای مثبتی دریافت کرد و بازی تام هالند نیز ستایش شد و با فروش ۱٫۱۳۲ میلیارد تبدیل به پرفروش‌ترین سری فیلم‌های مرد عنکبوتی شد. هالند در سال‌های ۲۰۱۹ و ۲۰۲۰ در سه فیلم به عنوان صداپیشه حضور داشت؛ در سال ۲۰۱۹ همراه با ویل اسمیت صداپیشگی شخصیت‌های اصلی انیمیشن کمدی جاسوسان نامحسوس را بر عهده داشتند، این انیمیشن نیز به‌طور کلی نقدهای مثبتی دریافت کرد و اجرای هالند و ویل اسمیت تحسین شد.
در سال ۲۰۲۰ به عنوان صداپیشه سگی به نام جپ در لایواکشن دولیتل با بازی رابرت داونی جونیور حضور یافت. پس از آن در انیمیشن به پیش همراه با کریس پرت صداپیشگی دو برادر الف را بر عهده داشتند. این انیمیشن با نظرات مثبت منقدان همراه بود و صداپیشگی هالند و پرت را نقطه قوت فیلم خواندند. دیگر فیلم هالند در سال ۲۰۲۰، شیطان تمام‌وقت به کارگردانی آنتونیو کامپوس بود، وی در این فیلم با بازیگرانی چون رابرت پتینسون، سباستین استن، جیسون کلارک، رایلی کیئو، الیزا اسکانلن و بیل اسکاشگورد همبازی بود. این فیلم با واکنش‌های مطلوبی از سوی منتقدان روبرو شد و اجرای هالند با تحسین فراوانی همراه بود.
هالند در سال ۲۰۱۷، به عنوان بازیگر نقش اول در فیلم آشوب مدام به کارگردانی داگ لیمان که اقتباسی از رمان چاقوی ایستادگی اولین کتاب از سه‌گانه آشوب مدام اثر پاتریک نس است بازی کرد. او در این فیلم با بازیگرانی مانند دیزی ریدلی، مدس میکلسن، دمیان بیچیر و نیک جوناس همبازی شد. این فیلم در ۲۲ ژانویه ۲۰۲۱ اکران شد. از دیگر پروژه‌های هالند که در ۲۰۲۱ اکران شد می‌توان به چری اشاره کرد. این فیلم به کارگردانی برادران روسو، در ۲۶ فوریه در سینماهای ایالات متحده و در ۱۲ مارس در اپل تی‌وی پلاس به‌نمایش درآمد.
در اکتبر سال ۲۰۲۰، هالند کار بر روی مرد عنکبوتی: راهی به خانه نیست را آغاز کرد. این فیلم در دسامبر ۲۰۲۱ منتشر شد. در مه سال ۲۰۱۷ اعلام شد که هالند برای بازی در نقش ناتان دریک جوان در لایواکشن آنچارتد که اقتباسی از سری بازی‌های ویدئویی آنچارتد است، انتخاب شده‌است. فیلم‌برداری این فیلم در اکتبر ۲۰۲۰ به پایان رسید و در سال ۲۰۲۲ اکران شد.
هالند سپس نقش اصلی مینی‌سریال اپل تی‌وی‌پلاس، اتاق شلوغ را بازی کرد و از تهیه‌کنندگان اجرایی آن بود. این مینی‌سریال با الهام از رمان غیرداستانی سال ۱۹۸۱، اذهان بیلی میلیگان ساخته شد که او در آن نقش شخصیتی مبتنی بر بیلی میلیگان را ایفا کرد. این مینی‌سریال نقدهای ضعیفی از منتقدان دریافت کرد، به‌طوری که باب اشتراوس در سان فرانسیسکو کرونیکل آن را به‌عنوان «یکی دیگر از پروژه‌های 'جدی' تام هالند که برای مهم تلقی کردن سخت است» کنار گذاشت. هالند گفت این نقش از لحاظ احساسی برای او بیش از حد طاقت‌فرسا بود و اینکه برای بهبودی یک سال از بازیگری فاصله می‌گیرد.

## در رسانه‌ها
نام هالند در فهرست «ستارگان فردای بریتانیا – ۲۰۱۲» از اسکرین اینترنشنال و «نسل بعدی ۲۰۱۵» از هالیوود ریپورتر که فهرستی متشکل از تازه‌واردان نویدبخش در سینما است، قرار گرفته‌است. در سال ۲۰۱۹، نام او در فهرستی از افراد با نفوذ زیر ۳۰ سال فوربز به‌نام «۳۰ شخص زیر ۳۰ سال فوربز» و فهرست اینسایدر آی‌ان‌سی. از «۴۵ ستارهٔ جوانی که روزی بر هالیوود حکومت خواهند کرد» قرار داده شد. در سال ۲۰۲۰ نام او در فهرست «بازیگران جذاب، جوان و بریتانیایی ۲۰۲۰» از گلامور قرار گرفت و در ۲۰۲۱ او در بین بهترین بازیگران زیر ۳۰ سال از سوی ام‌اس‌ان و کمپلکس نتورکز انتخاب شد. در فهرست ام‌اس‌ان، رایان موتوکو او را به دلیل صراحت و تمایل برای مصاحبهٔ غیرمرتبط در طول تبلیغات فیلم، به‌عنوان «عزیز برای رسانه‌های انگلیسی» توصیف کرد. اولیور فرانکلین والیس از جی‌کیو که او را «ابرقهرمان سال» در سال ۲۰۲۱ نامید، نوشت: «هالند به سطحی از ستاره‌ها دست یافته که تعداد کمی از بازیگران و به ندرت آنقدر جوان رسیده‌اند». برنت لانگ و ربکا روبین، سردبیران ورایتی در دسامبر ۲۰۲۱ گزارش دادند که پس از موفقیت فیلم‌های مرد عنکبوتی، هالند می‌تواند در آینده به بازیگری با دستمزد بالا تبدیل شود. این دو به کمبود بازیگران نقش اول مرد و جوان در هالیوود اشاره کردند و پتانسیل هالند برای معرفی نسل جدیدی از بازیگران موفق را دیدند.
هالند خودش را «یک مردم‌دار غیرقابل‌تحمل» می‌داند که به گفتهٔ اولیویا سینگ از یاهو! نیوز این موضوع منجر به مواجه‌شدن با فرسودگی و حادثه‌ای شده که در آن‌جا پس از یک کنفرانس مطبوعاتی استفراغ کرده‌است. او شخصی بی‌ملاحظه و خوداعتراف‌کن است و به‌دلیل اسپویل کردن از روی بی‌توجهی عناصر داستانی مهم فیلم‌هایش در طول مصاحبه‌ها و کنفرانس‌های مطبوعاتی شهرت پیدا کرده‌است. هم‌بازی‌هایش در دنیای سینمایی مارول به او برچسب «کم‌اعتمادترین» شخص در گروه بازیگران را زده‌اند. او برای جلوگیری از وقوع حادثه‌ای ناخواسته، تنها بخشی از قسمت‌های فیلم‌نامهٔ کاپیتان آمریکا: جنگ داخلی را خواند. جو روسو به همین ترتیب از دادن فیلم‌نامهٔ انتقام‌جویان: پایان بازی به او اجتناب کرد و هالند تنها دیالوگ‌های فیلم‌نامهٔ خود را می‌دانست. هالند نظرات خود در مورد صنعت سینما را بیان کرده‌است. در مصاحبه‌ای در سال ۲۰۱۹ با ساندی تایمز، او برای نمایش بیشتر اقلیت‌های نژادی و جامعهٔ ال‌جی‌بی‌تی در سینما صحبت کرد. در آن سال، زمانی که مارتین اسکورسیزی، فیلم‌ساز، فیلم‌های مارول را به‌دلیل عدم نمایش احساسات انسانی مورد انتقاد قرار داد، هالند پاسخ داد «او نمی‌داند این کار چگونه است، زیرا هرگز چنین فیلمی را نساخته‌است.» هالند همچنین گفته که فیلم‌های دنیای سینمایی مارول بدون در نظر گرفتن کیفیت، همیشه از لحاظ تجاری خوب عمل می‌کنند، در حالی که یک فیلم مستقل بد ممکن است اینطور نباشد. او در سال ۲۰۲۲ از تام کروز، بازیگر، انتقاد کرد که در طول همه‌گیری کووید-۱۹ با مأموریت: غیرممکن ۷ (۲۰۲۳) اعتبار «احیای هالیوود» را به عهده گرفته و تأثیر تجاری فیلمش آنچارتد را نادیده گرفته‌اند.

## زندگی شخصی

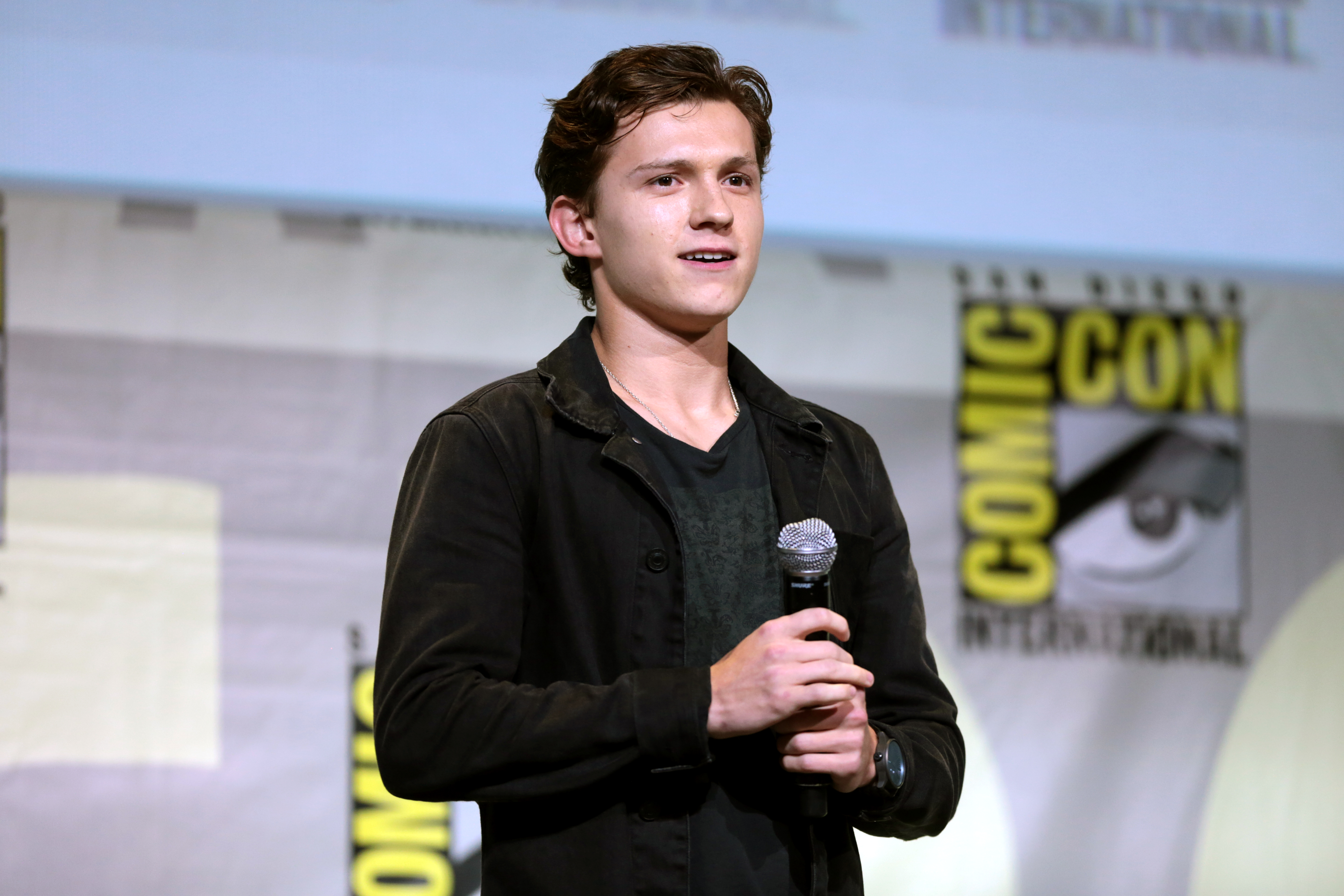
تصویر تام هالند

هالند در سرویس شبکهٔ اجتماعی اینستاگرام فعال است. او خود را شخصی خصوصی شرح می‌دهد و تمایلی به بحث در مورد زندگی شخصی خود ندارد. هالند با زندایا (هم‌بازی خود در مرد عنکبوتی) در رابطه است. او معتقد است توجه رسانه‌ها بر رابطه‌شان، حریم خصوصی آن‌ها را نقض کرده‌است. او در خصوص داشتن خوابگردی و کابوس‌های فلج خواب از پاپاراتزی‌ها صحبت کرده‌است. هالند از طرفداران باشگاه فوتبال تاتنهام هاتسپر انگلیس است.

## جوایز و نامزدی‌ها
| سال  | کار                                                | جایزه                                                                       | نتیجه    |
| ---- | -------------------------------------------------- | --------------------------------------------------------------------------- | -------- |
| ۲۰۱۱ | دنیای مخفی اَریتی                                   | جایزه تریلر طلایی بهترین صداگذاری                                           | پیروز    |
| ۲۰۱۲ | غیرممکن                                            | جوایز فیلم هالیوود توجه ویژه                                                | پیروز    |
| ۲۰۱۲ | غیرممکن                                            | جشنواره فیلم هالیوود بهترین بازیگر جوان                                     | پیروز    |
| ۲۰۱۲ | غیرممکن                                            | جایزه انجمن منتقدان فیلم منطقه واشینگتن، دی. سی بهترین بازیگر جوان          | نامزدشده |
| ۲۰۱۲ | غیرممکن                                            | جایزه انجمن منتقدان فیلم سنت لوئیس شایستگی ویژه                             | پیروز    |
| ۲۰۱۲ | غیرممکن                                            | جایزه انجمن منتقدان فیلم شیکاگو بهترین بازیگر                               | نامزدشده |
| ۲۰۱۲ | غیرممکن                                            | جایزه انجمن منتقدان فیلم محفل ققنوس بهترین بازیگر جوان                      | پیروز    |
| ۲۰۱۲ | غیرممکن                                            | جایزه انجمن منتقدان فیلم نوادا بهترین بازیگر جوان                           | پیروز    |
| ۲۰۱۳ | غیرممکن                                            | جایزه انجمن منتقدان فیلم مرکزی اوهایو بهترین بازیگر                         | نامزدشده |
| ۲۰۱۳ | غیرممکن                                            | جایزه هیئت ملی بازبینی فیلم بهترین بازیگر                                   | پیروز    |
| ۲۰۱۳ | غیرممکن                                            | جایزه گزینش منتقدان فیلم بهترین بازیگر                                      | نامزدشده |
| ۲۰۱۳ | غیرممکن                                            | جایزه حلقه منتقدان فیلم لندن بهترین بازیگر جوان بریتانیایی                  | پیروز    |
| ۲۰۱۳ | غیرممکن                                            | جایزه جامعه آنلاین منتقدان فیلم بهترین بازیگر جوان                          | پیروز    |
| ۲۰۱۳ | غیرممکن                                            | جایزه جامعه آنلاین منتقدان فیلم بهترین بازیگر مرد                           | نامزدشده |
| ۲۰۱۳ | غیرممکن                                            | جایزه جامعه آنلاین منتقدان فیلم بهترین لحظه سینمایی (مشترکاً با نائومی واتس) | نامزدشده |
| ۲۰۱۳ | غیرممکن                                            | جایزه دایره نویسندگان سینما اسپانیا بهترین بازیگر جوان                      | نامزدشده |
| ۲۰۱۳ | غیرممکن                                            | جایزه گویا بهترین بازیگر جوان                                               | نامزدشده |
| ۲۰۱۳ | غیرممکن                                            | جایزه دربی طلا بهترین بازیگر                                                | نامزدشده |
| ۲۰۱۳ | غیرممکن                                            | جایزه امپایر بهترین بازیگر مرد جدید                                         | پیروز    |
| ۲۰۱۳ | غیرممکن                                            | جایزه هنرمند جوان بهترین بازیگر جوان                                        | پیروز    |
| ۲۰۱۳ | غیرممکن                                            | جایزه ساترن بهترین بازیگر جوان                                              | نامزدشده |
| ۲۰۱۴ | غیرممکن                                            | جایزه سین ایفوریا بهترین بازیگر                                             | نامزدشده |
| ۲۰۱۶ | در دل دریا                                         | جایزه هنرمند جوان بهترین بازیگر جوان                                        | نامزدشده |
| ۲۰۱۶ | کاپیتان آمریکا:جنگ داخلی                           | جایزه گلدن اشمو بهترین بازیگر سال                                           | پیروز    |
| ۲۰۱۶ | کاپیتان آمریکا:جنگ داخلی                           | جوایز برگزیده نوجوانان سکانس برگزیده: صحنه سرقت                             | نامزدشده |
| ۲۰۱۷ | کاپیتان آمریکا:جنگ داخلی                           | جایزه امپایر بهترین بازیگر جدید                                             | نامزدشده |
| ۲۰۱۷ | کاپیتان آمریکا:جنگ داخلی                           | جایزه ساترن بهترین بازیگر جوان                                              | پیروز    |
| ۲۰۱۷ | خودش                                               | جایزه بفتا ستاره نوظهور                                                     | پیروز    |
| ۲۰۱۷ | شهر گمشده زی / مرد عنکبوتی:بازگشت به خانه          | جایزه دایره منتقدان فیلم لندن بازیگر بریتانیایی سال                         | نامزدشده |
| ۲۰۱۷ | مرد عنکبوتی:بازگشت به خانه                         | جوایز برگزیده نوجوانان ستاره فیلم                                           | نامزدشده |
| ۲۰۱۷ | مرد عنکبوتی:بازگشت به خانه                         | جوایز برگزیده نوجوانان بهترین بازیگر مرد فیلم‌های تابستانی                   | پیروز    |
| ۲۰۱۸ | مرد عنکبوتی:بازگشت به خانه                         | جایزه ساترن بهترین بازیگر جوان                                              | پیروز    |
| ۲۰۱۸ | انتقام جویان:جنگ ابدیت                             | جایزه برگزیده نوجوانان ستاره فیلم‌های اکشن                                   | نامزدشده |
|      | جاسوسان نامحسوس                                    | جایزه گلدن ریل بهترین صداگذاری                                              | نامزدشده |
| ۲۰۱۹ | مرد عنکبوتی:دور از خانه                            | جایزه برگزیده نوجوانان محبوبترین بازیگر مرد فیلم‌های تابستانی                | پیروز    |
| ۲۰۱۹ | مرد عنکبوتی:دور از خانه                            | جایزه جایزه ساترن عملکرد برجسته بازیگر جوان                                 | پیروز    |
| ۲۰۱۹ | مرد عنکبوتی:دور از خانه                            | جایزه برگزیده مردم ستاره فیلم‌های اکشن                                       | پیروز    |
| ۲۰۱۹ | مرد عنکبوتی:دور از خانه                            | جایزه ملی فیلم بهترین بازیگر مرد                                            | نامزدشده |
| ۲۰۲۰ | مرد عنکبوتی:دور از خانه                            | جوایز برگزیده کودکان نیکلودین بهترین بازیگر مرد                             | نامزدشده |
| ۲۰۲۰ | انتقام‌جویان: پایان بازی / مرد عنکبوتی: دور از خانه | جوایز برگزیده کودکان نیکلودین مجبوبترین ابرقهرمان (پیتر پارکر/مرد عنکبوتی)  | پیروز    |
| ۲۰۲۱ | به پیش                                             | جوایز گزینش منتقدان فیلم بهترین صداپیشه مرد                                 | نامزدشده |

## افتخارات
تام هالند پس از ایفای نقش پیتر پارکر/مرد عنکبوتی در فیلم مرد عنکبوتی: بازگشت به خانه توانست نام خود را به عنوان جوان‌ترین بازیگر نقش اول مرد در دنیای سینمایی مارول در کتاب رکوردهای جهانی گینس ثبت کند.